# Mali Mesjid
Mali Mesjid is een bestuurslaag in het regentschap Pidie van de provincie Atjeh, Indonesië. Mali Mesjid telt 318 inwoners (volkstelling 2010).